# Teatro romano di Lecce
Il teatro romano di Lecce è un monumento di epoca romana situato nel centro storico della città. Di incerta datazione, il teatro è assegnato al periodo augusteo.

## Storia
Il teatro romano di Lecce fu casualmente scoperto nel 1929, durante alcuni lavori eseguiti nei giardini di due palazzi storici della città (palazzo D'Arpe e palazzo Romano). Strettamente legato all'anfiteatro romano, esso  infatti è stato probabilmente voluto da Augusto il quale, non ancora imperatore trovò rifugio a Lupiae, antica Lecce e per sdebitarsi ordinò la costruzione di entrambi.

## Descrizione
Gli scavi effettuati riportarono alla luce la cavea (diametro esterno 40 m; diametro interno 19 m) che, ricavata in un banco di roccia, fu rivestita in opera quadrata. Essa è divisa in sei cunei da cinque scalette radiali dei cui gradini ogni coppia corrisponde ad uno di quelli riservati agli spettatori. Ogni cuneo è costituito da dodici gradoni (altezza 0,35 m; profondità 0,75 m circa), molti dei quali restaurati. Alla zona dell'orchestra, che era il luogo riservato all'evoluzione del coro, si accedeva mediante una stretta galleria coperta.
Davanti all'orchestra, pavimentata a lastre rettangolari di calcare bianco, si notano tre larghi gradini che girano a semicerchio sui quali venivano, all'occorrenza, collocati seggi mobili riservati ai notabili. Dietro i gradini è presente un muretto (balteus) e, dietro l'orchestra, oltre al canale destinato a raccogliere il sipario, è presente la scena (altezza dal piano dell'orchestra 0,70; profondità 7,70 m; larghezza 30 m).
apparterrebbero al periodo augusteo alcuni frammenti della decorazione fittile del balteus, mentre all'età degli Antonini si vuole risalgano le statue marmoree che adornavano il teatro. Tutti i reperti facenti parte del teatro romano di Lecce sono custoditi nell'adiacente museo omonimo.
Si suppone infine che il teatro fosse capace di ospitare un pubblico di oltre 5.000 spettatori, per il quale venivano rappresentate tragedie e commedie. Oggigiorno è possibile visitarlo esternamente ed entrare all'interno grazie ai frequenti spettacoli che ancora lo animano.